# Мейгор Каллон
Мейгор Каллон (англ. Maigore Kallon; 1 лютого 1929, Джоу, Кайлахун, протекторат Сьєрра-Леоне — 5 березня 2015, Фрітаун, Сьєрра-Леоне) — державний діяч Сьєрра-Леоне, перший міністр закордонних справ країни (1965-1967 і 1996).

## Біографія
У 1951 р. виступив одним із засновників Народної партії Сьєрра-Леоне (SLPP), обирався її головою.
У 1961 р., після здобуття Сьєрра-Леоне незалежності від Великобританії, призначений першим міністром внутрішніх справ країни.
У 1965-1967 рр. — міністр закордонних справ Сьєрра-Леоне. Після конфлікту з президентом Сіака Стівенсом у 1970-х рр. змушений покинути країну. Повернувся на батьківщину в другій половині 1980-х рр. після відставки Стівенса.
Зіграв ключову роль у перемозі Народної партії Сьєрра-Леоне на загальних виборах 1996 р., після чого призначений на посаду міністра закордонних справ. Потім обраний головою партії.